# Steganacarus aspergillus
Steganacarus aspergillus är en kvalsterart som beskrevs av Wojciech Niedbała 2004. Steganacarus aspergillus ingår i släktet Steganacarus och familjen Phthiracaridae. Inga underarter finns listade i Catalogue of Life.